# Chantal van Landeghem
Chantal van Landeghem (Winnipeg, 5 maart 1994) is een Canadese zwemster. Ze vertegenwoordigde haar vaderland op de Olympische Zomerspelen 2016 in Rio de Janeiro.

## Carrière
Bij haar internationale debuut, op de wereldkampioenschappen zwemmen 2011 in Shanghai, werd Van Landeghem uitgeschakeld in de halve finales van de 50 meter vrije slag en in de series van de 100 meter vrije slag. Op de 4x100 meter vrije slag eindigde ze samen met Victoria Poon, Julia Wilkinson en Geneviève Saumur op de zesde plaats.
Op de wereldkampioenschappen kortebaanzwemmen 2012 in Istanboel strandde de Canadese in de halve finales van zowel de 50 als de 100 meter vrije slag en in de series van zowel de 100 meter rugslag als de 100 meter wisselslag. Samen met Heather MacLean, Noemie Thomas en Katerine Savard werd ze uitgeschakeld in de series van de 4x100 meter vrije slag, op de 4x200 meter vrije slag strandde ze samen met Katerine Savard, Noemie Thomas en Heather MacLean in series.
In Barcelona nam Van Landeghem deel aan de wereldkampioenschappen zwemmen 2013. Op dit toernooi werd ze uitgeschakeld in de halve finales van de 50 meter vrije slag. Samen met Victoria Poon, Sandrine Mainville en Samantha Cheverton eindigde ze als vijfde op de 4x100 meter vrije slag, op de 4x100 meter wisselslag eindigde ze samen met Hilary Caldwell, Martha McCabe en Katerine Savard op de zevende plaats.
Tijdens de Pan-Pacifische kampioenschappen zwemmen 2014 in Gold Coast veroverde de Canadese de bronzen medaille op de 50 meter vrije slag, daarnaast eindigde ze als vijfde op de 100 meter vrije slag. Samen met Brooklynn Snodgrass, Kierra Smith en Katerine Savard sleepte ze de bronzen medaille in de wacht op de 4x100 meter wisselslag, op de 4x100 meter vrije slag eindigde ze samen met Victoria Poon, Michelle Williams en Alyson Ackman op de vierde plaats.
Op de Pan-Amerikaanse Spelen 2015 in Toronto behaalde Van Landeghem de gouden medaille op de 100 meter vrije slag, op 50 meter vrije slag eindigde ze op de vierde plaats. Samen met Sandrine Mainville, Michelle Williams en Katerine Savard won ze goud op de 4x100 meter vrije slag, op de 4x100 meter wisselslag legde ze samen met Dominique Bouchard, Rachel Nicol en Noemie Thomas beslag op de zilveren medaille. In Kazan nam de Canadese deel aan de wereldkampioenschappen zwemmen 2015. Op dit toernooi eindigde ze als vijfde op de 50 meter vrije slag en strandde ze in de halve finales van de 100 meter vrije slag. Samen met Sandrine Mainville, Michelle Williams en Katerine Savard eindigde ze als vijfde op de 4x100 meter vrije slag, op de gemengde 4x100 meter vrije slag veroverde ze samen met Santo Condorelli, Yuri Kisil en Sandrine Mainville de bronzen medaille.
Tijdens de Olympische Zomerspelen van 2016 in Rio de Janeiro werd Van Landeghem uitgeschakeld in de halve finales van zowel de 50 als de 100 meter vrije slag. Samen met Sandrine Mainville, Taylor Ruck en Penelope Oleksiak sleepte ze de bronzen medaille in de wacht op de 4x100 meter vrije slag. Op de 4x100 meter wisselslag eindigde ze samen met Kylie Masse, Rachel Nicol en Penelope Oleksiak op de vijfde plaats.

## Internationale toernooien
| Jaar | Olympische Spelen                                                                   | WK langebaan                                                                              | WK kortebaan | PanPacs                                                                        | Gemenebestspelen | Pan-Ams                                                                     |
| ---- | ----------------------------------------------------------------------------------- | ----------------------------------------------------------------------------------------- | --- | ------------------------------------------------------------------------------ | ---------------- | --------------------------------------------------------------------------- |
| 2011 |                                                                                     | 14e 50m vrije slag 21e 100m vrije slag 6e 4x100m vrije slag DQ 4x100m wisselslag          | |                                                                                |                  | geen deelname                                                               |
| 2012 | geen deelname                                                                       |                                                                                           | 12e 50m vrije slag 14e 100m vrije slag 30e 100m rugslag 33e 100m wisselslag 9e 4x100m vrije slag 10e 4x200m vrije slag |                                                                                |                  |                                                                             |
| 2013 |                                                                                     | 9e 50m vrije slag 5e 4x100m vrije slag 7e 4x100m wisselslag                               | |                                                                                |                  |                                                                             |
| 2014 |                                                                                     |                                                                                           | geen deelname | 50m vrije slag · 5e 100m vrije slag · 4e 4x100m vrije slag · 4x100m wisselslag | geen deelname    |                                                                             |
| 2015 |                                                                                     | 5e 50m vrije slag · 9e 100m vrije slag · 5e 4x100m vrije slag · 4x100m vrije slag gemengd | |                                                                                |                  | 4e 50m vrije slag · 100m vrije slag · 4x100m vrije slag · 4x100m wisselslag |
| 2016 | 10e 50m vrije slag · 10e 100m vrije slag · 4x100m vrije slag · 5e 4x100m wisselslag |                                                                                           | 6-11 december |                                                                                |                  |                                                                             |

## Persoonlijke records
Bijgewerkt tot en met 9 augustus 2015
Kortebaan
| Afstand         | Tijd  | Datum            | Plaats    |
| --------------- | ----- | ---------------- | --------- |
| 50m vrije slag  | 23,85 | 7 augustus 2013  | Eindhoven |
| 100m vrije slag | 52,87 | 11 augustus 2013 | Berlijn   |

Langebaan
| Afstand         | Tijd  | Datum           | Plaats  |
| --------------- | ----- | --------------- | ------- |
| 50m vrije slag  | 24,39 | 9 augustus 2015 | Kazan   |
| 100m vrije slag | 53,83 | 14 juli 2015    | Toronto |